# Antoine Barthez de Marmorières
Pour les articles homonymes, voir Barthez.
Antoine Barthez ou Barthès, seigneur de Marmorières, né le 29 avril 1736 à Narbonne et mort le 3 août 1811 à Condé-Sainte-Libiaire, est un homme de lettres français.
Fils de l’ingénieur et encyclopédiste Guillaume Barthez de Marmorières et frère du médecin Paul Joseph Barthez, Barthez de Marmorières était, avant la Révolution, colonel d’un régiment suisse et secrétaire du comte d’Artois.
Il eut quelques relations avec Rousseau, qui en parle dans le dernier livre de ses Confessions.
On a de lui :
- Elnuthan, ou les Âges de l’homme ; 3 vol. in-8°, 1802 roman supposé traduit du chaldéen
- La Mort de Louis XVI, tragédie en trois actes, avec le Martyre de Marie-Antoinette ; Neufchâtel (Suisse), 1793, in-18, rare
- Observations sur une brochure du colonel Weiss, par un officier suisse, 1793, in-8°
- Moïse en Égypte et chez les Madianites, par un solitaire du canton d’Appenzell, Paris, 1802, in-8°

## Pour approfondir